# 최향남
최향남(崔香男, 1971년 3월 28일 ~ )은 전 KBO 리그 KIA 타이거즈의 투수이자, 현재 KBO 리그 상무 야구단의 투수코치이다.

## 선수 시절

### 한국 프로야구 시절

#### 해태 타이거즈시절
1990년에 입단하였는데 한때 동국대로 진학할 예정이었지만 서류를 잘못 내서 입학이 취소됐다. 5경기에 등판하는데 그치고 이듬해 현역으로 입대해 군 복무를 마쳤다. 제대 후에도 이렇다 할 활약을 보이지 못해 1996년 11월 6일에 최훈재를 상대로 LG 트윈스에 트레이드됐다.

#### LG 트윈스시절
트레이드 뒤 1998년에 12승(모두 선발) 12패를 거둬 팀의 에이스 역할을 했으나 그 해 주전 마무리였던 앤더슨이 다음 해인 1999년 쌍방울 유니폼을 입게 되자 같은 해 시즌 전 마무리로 낙점됐지만 갑작스런 손가락 골절 부상 때문에 시즌 초에 등판하지 못했고 이 때문에 1996년 시즌 중반부터 선발로 전향한 김용수가 마무리 투수로 복귀했다.
우여곡절 끝에 1999년 5월 31일 현대 유니콘스전에 선발 등판하며 복귀했지만 시즌 막판 장염 때문에 1군 엔트리에서 제외돼 그 해 8선발승에 머물렀고, 이로 인해 김용수가 시즌 막판에 선발로 보직을 변경했다.
2000년에는 어깨 통증 외에도 선수협의회에 참가하느라 동계훈련을 제대로 못해서 4월 말이 돼서야 돌아왔고, 그 당시 마무리를 맡았던 장문석이  극심한 부진을 보이자 마무리로 낙점됐으나 5세이브만 추가하고 페이스가 뒤틀리기 시작했으며 어깨 통증까지 겹쳐 5월 18일에 재활군으로 내려갔다. 6월 4일에 1군에 복귀 후 선발로 전향해 4승을 기록했다.
하지만 2000년 말 어깨 수술을 한 탓인지 2001년에 3경기에 등판해 1패, 1홀드를 기록했다.
2002년에 7승(모두 선발)을 거두며 재기하는 듯했으나 그 해 플레이오프에서 어깨 부상을 당한 탓인지 다음 해인 2003년
부상으로 1경기도 등판하지 못한 것 외에도 아파치 머리로 비롯된 코칭 스태프와의 충돌, 선수협 문제 때문에 구단으로부터 미운털이 박혀 시즌 후 방출됐다.

#### KIA 타이거즈시절
2003년 시즌에 재활에만 전념하다가 2004년에 복귀했다. 2시즌 동안 4승 6패를 기록했다.

### 미국 프로야구 시절
그는 MLB 진출의 꿈을 버리지 않았고, 2006년에 미국 클리블랜드 인디언스 산하 트리플 A 구단인 버펄로 바이슨스에 진출해 34경기(선발 11경기)에 등판 8승 5패, 2점대 평균자책점의 준수한 성적을 기록했다. 그러나 MLB에 콜업되지 못한 채 재계약에 실패하고 2007년에 한국으로 복귀했다.

### 한국 프로야구 복귀

#### 롯데 자이언츠시절
2007년에 입단하였다. 2시즌 동안 172이닝 7승 16패를 기록했다. 2008년 시즌 2승 4패, 9세이브를 거두며 팀의 9년만의 포스트시즌 진출을 이끌어냈다.

### 미국 프로야구 복귀
2009년에 다시 미국으로 진출해 LA 다저스 산하 트리플 A 구단인 앨버커키 아이소토프스에서 구원 투수로 활동했다. 첫 해에 9승 2패, 2점대 평균자책점을 기록하는 등 좋은 모습을 보였으나 2010년에는 1승 2패, 5점대 평균자책점을 기록해 트리플 A에서 활동하는 투수로는 부진해 2010년 7월 2일에 방출됐다.

### 일본 독립야구 시절
2010년 7월 2일 이후 일본 독립 리그에서 활동하다가 한계를 느껴 한국에 복귀했다.

### 한국 프로야구 재복귀

#### 롯데 자이언츠복귀
3년만에 친정 팀으로 복귀했다. 3월 25일 시범 경기 때 2이닝 1실점을 기록한 후 팔꿈치 통증에 시달리며 시즌 중에 방출됐다.

#### KIA 타이거즈복귀
은퇴 위기에 몰렸으나 현역 연장 의지를 보여 수술 대신 재활한 후 컨디션을 다시 끌어올려 당시 감독이었던 선동열의 부름을 받아 2012년 5월 22일에 입단 테스트를 받고 친정 팀에 돌아왔다. 이로써 한 선수가 같은 팀 유니폼을 3번이나 입게 됐다. 한기주의 부상으로 그가 마무리 보직을 대신 맡았고, 2012년 7월 25일 넥센 히어로즈전에서 세이브를 올려 최고령 세이브 기록을 경신했다.
2013년 시즌 후 다시 해외 진출을 위해 팀을 떠나기로 했다. 스프링캠프의 초청 선수로 들어가서 재진출을 모색하려고 계획했으나 미국행이 불발됐고, 결국 미국행을 포기했다.

### 한국 독립야구 시절

#### 고양 원더스시절
2014년에 입단하였다. 같은 해 KBO 퓨처스리그 교류전 5경기에 등판해 9.1이닝 1승 1패, 3점대 평균자책점을 기록했다.

### 오스트리아 프로야구 시절
고양 원더스가 해체되자 2015년에 전 SK 와이번스의 투수 황건주, 전 롯데 자이언츠 트레이너 하승준과 함께 비너노이슈타트 다이빙 덕스에 입단하며 오스트리아로 진출했고, 그 해 눈부신 피칭으로 팀을 정규 시즌 4위로 이끌었다. 이에 힘입어 정규 시즌 MVP로 선정됐다. 또한 포스트시즌에서도 뛰어난 활약을 선보이며 팀을 오스트리아 시리즈 준우승으로 이끌었다.

## 야구선수 은퇴 후
오스트리아에서 1년간의 선수 생활을 마친 후 2016년 초에 아이티로 건너가 야구 재능 기부를 하겠다는 계획을 언급했으나 생각을 바꿔 2016년 8월 10일부터 글로벌선진학교 야구부 감독으로 활동하며 지도자 생활을 시작했다. 2017년에는 후진 양성에 힘쓴 공로로 한은회 시상식에서 공로패를 수상했다. 그러나 아마야구 지도자 자격이 없는 관계로 실질적으로는 다른 감독이 지도자 역할을 수행했다. 이후 2019년까지 글로벌선진학교를 이끌다가 같은 해 12월 9일 CBL의 상하이 골든이글스의 투수코치로 부임하며 중국으로 진출했다.

## 별명
- 2008년에 임경완의 극심한 부진으로 주로 마무리 투수로 등판했는데, 빠른 시간에 경기를 끝내고 내려오는 모습이 마치 삼국지연의의 관우를 연상케 해 관우의 호인 '운장'를 딴 '향운장'이라고 불렸다.
- 2004년에 준 플레이오프 2차전에서 KIA 타이거즈가 패배해 선수들이 실의에 빠져 있는 가운데 의연히 빵을 먹어 생긴 별명인 '빵운장' 혹은 '빵향남'이라고도 불렸다.

## 트리비아
- 한때 태권도 선수로 전업하라는 권유를 받았다.

## 출신 학교
- 목포산정초등학교
- 전남 영흥중학교
- 영흥고등학교

## 통산 기록
| 연도 | 소속   | 평균 자책 | 경기 | 승리 | 패전 | 세이브 | 홀드 | 이닝    | 피안타 | 사사구 | 탈삼진 | 실점 | 자책점 |
| ---- | ------ | --------- | ---- | ---- | ---- | ------ | ---- | ------- | ------ | ------ | ------ | ---- | ------ |
| 1990 | 해태   | 15.19     | 5    | 0    | 1    | 0      | 0    | 5 1/3   | 10     | 7      | 3      | 10   | 9      |
| 1995 | 해태   | 3.86      | 19   | 0    | 5    | 0      | 0    | 67 2/3  | 54     | 39     | 54     | 35   | 29     |
| 1996 | 해태   | 4.88      | 17   | 1    | 0    | 0      | 0    | 31 1/3  | 35     | 16     | 30     | 17   | 17     |
| 1997 | LG     | 2.99      | 23   | 8    | 3    | 0      | 0    | 120 1/3 | 112    | 48     | 74     | 47   | 40     |
| 1998 | LG     | 3.63      | 28   | 12   | 12   | 0      | 0    | 173 1/3 | 144    | 60     | 111    | 80   | 70     |
| 1999 | LG     | 4.26      | 15   | 8    | 5    | 0      | 0    | 93      | 78     | 43     | 87     | 45   | 44     |
| 2000 | LG     | 3.46      | 21   | 4    | 7    | 5      | 0    | 78      | 79     | 34     | 80     | 34   | 30     |
| 2001 | LG     | 6.75      | 3    | 0    | 1    | 0      | 1    | 8       | 7      | 7      | 5      | 6    | 6      |
| 2002 | LG     | 4.46      | 23   | 7    | 9    | 0      | 0    | 109     | 95     | 66     | 75     | 62   | 54     |
| 2004 | KIA    | 3.57      | 16   | 2    | 1    | 0      | 0    | 45 1/3  | 40     | 27     | 37     | 20   | 18     |
| 2005 | KIA    | 4.10      | 12   | 2    | 5    | 1      | 0    | 41 2/3  | 39     | 24     | 31     | 20   | 19     |
| 2007 | 롯데   | 5.00      | 24   | 5    | 12   | 0      | 0    | 122 1/3 | 139    | 49     | 66     | 74   | 68     |
| 2008 | 롯데   | 3.58      | 37   | 2    | 4    | 9      | 3    | 50 1/3  | 36     | 15     | 48     | 20   | 20     |
| 2012 | KIA    | 3.98      | 24   | 1    | 3    | 9      | 2    | 20 1/3  | 19     | 1      | 20     | 10   | 9      |
| 2013 | KIA    | 4.45      | 26   | 2    | 2    | 0      | 8    | 30 1/3  | 28     | 1      | 24     | 16   | 15     |
| 통산 | 15시즌 | 4.05      | 293  | 54   | 70   | 24     | 14   | 966 1/3 | 915    | 72     | 745    | 496  | 448    |